# Molenbeek (Senne)
Pour les articles homonymes, voir Molenbeek.
Le Molenbeek (du néerlandais "ruisseau du Moulin") est le nom de deux ruisseaux affluents rive gauche de la Senne situé en Belgique. Ce sont des sous-affluents de l'Escaut par la Dyle et le Rupel. Celui qui est plus au nord vient des confins de Dilbeek, et traverse Berchem-Sainte-Agathe puis Ganshoren, Jette et Laeken. Sur le territoire de Laeken, il possédait un affluent appelé Heyselbeek. Il est en grande partie voûté, sauf dans le Domaine Royal de Laeken, où il revient à la surface et alimente des étangs. Depuis septembre 2015, le ruisseau est de nouveau visible dans le parc Roi Baudouin à Jette après des travaux de remise à ciel ouvert.
L'autre traversait bien sûr Molenbeek-Saint-Jean (ou il arrosait les Étangs Noirs).

## Parcours[4]
Le Molenbeek délimite le territoire de la Région bruxelloise au milieu des prairies de la réserve naturelle du Kattebroek. A la confluence avec l'Elegembeek, il disparaît dans les égouts sous la rue de Bruxelles, prolongement sur Grand-Bigard de l'avenue du Roi Albert. Le pertuis longe ensuite l'Hunderenveld avant de s'engouffrer sous l'autoroute d'Ostende et la chaussée de Gand.
Il poursuit son parcours au milieu des prairies situées au-delà du zoning industriel de Zellik avant de bifurquer, vers la droite, à hauteur du cul-de-sac de l'avenue du Pontbeek. Après la rue au Bois, il longe le cimetière de Ganshoren, passe sous le chemin de fer et débouche dans le parc Roi Baudouin. Il formait, depuis leur scission en deux entités intervenue en 1841, la limite communale entre Jette et Ganshoren. En 1958, celle-ci a été remplacée par la ligne de chemin de fer de Bruxelles à Termonde.
Le Molenbeek suit alors le fond de la vallée, récupère les eaux du Laerbeek et du Poelbos, passe sous l'avenue de l'Exposition Universelle, longe les étangs du parc Roi Baudouin avant de rentrer définitivement sous terre juste au-delà la rue Eugène Toussaint.

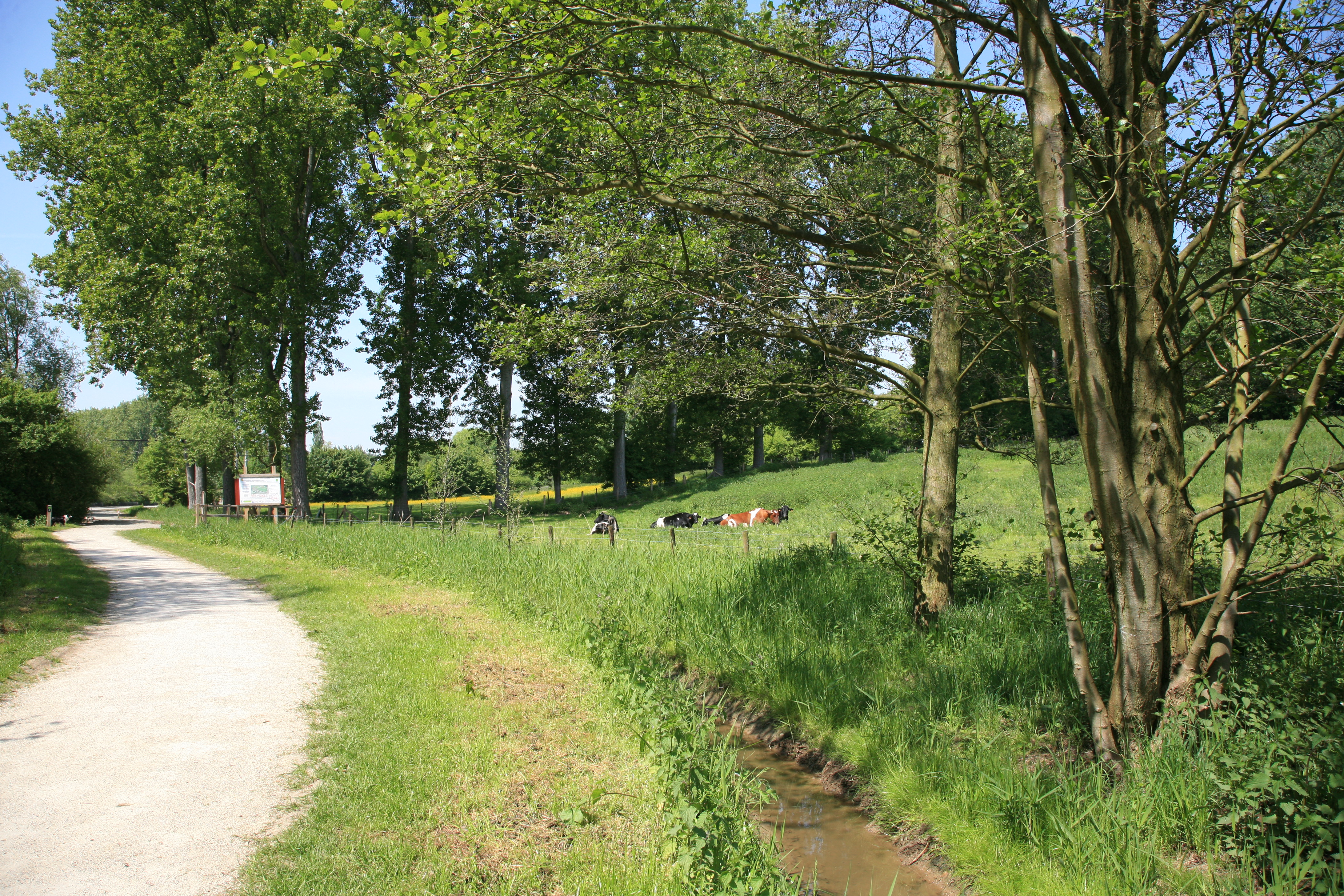
Le Molenbeek le long des prairies du parc Roi Baudouin à Jette.

La faiblesse de la pente du ruisseau limitant son débit, le Molenbeek n'attirait guère les meuniers, à telle enseigne que l'abbaye de Dieleghem était la seule à posséder une installation dès le XIIe siècle. D'abord situé à l'endroit où la chaussée de Dieleghem traversait la rivière, son moulin a ensuite été déplacé en aval, derrière le Vondelvijver dans l'actuel parc Roi Baudouin. Considéré comme disgracieux et inutile, il a été vendu par Nicolas Bonaventure lorsqu'il racheta la propriété de l'abbaye, à condition de le démolir. Il avait, entre-temps, été remplacé par un moulin à vent installé sur le Sippelenberg, à l'emplacement de la basilique nationale du Sacré-Cœur de Bruxelles à Koekelberg.

## Images

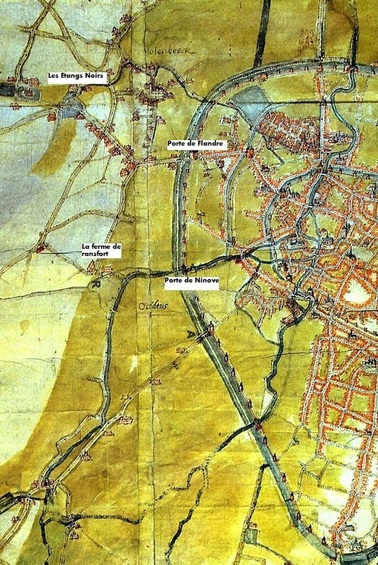
Figure 1

1. Carte de 1550. On voit dans le haut de l'image une partie du cours du Molenbeek, qui serpente d'ouest en est entre les Étangs Noirs et une espèce d'étang situé à l'intérieur des remparts de Bruxelles, d'où il repart ensuite vers le nord.